# Chemische Fabrik Griesheim-Elektron
Die Chemische Fabrik Griesheim-Elektron war ein deutsches Unternehmen der chemischen Industrie mit Sitz in Griesheim am Main.

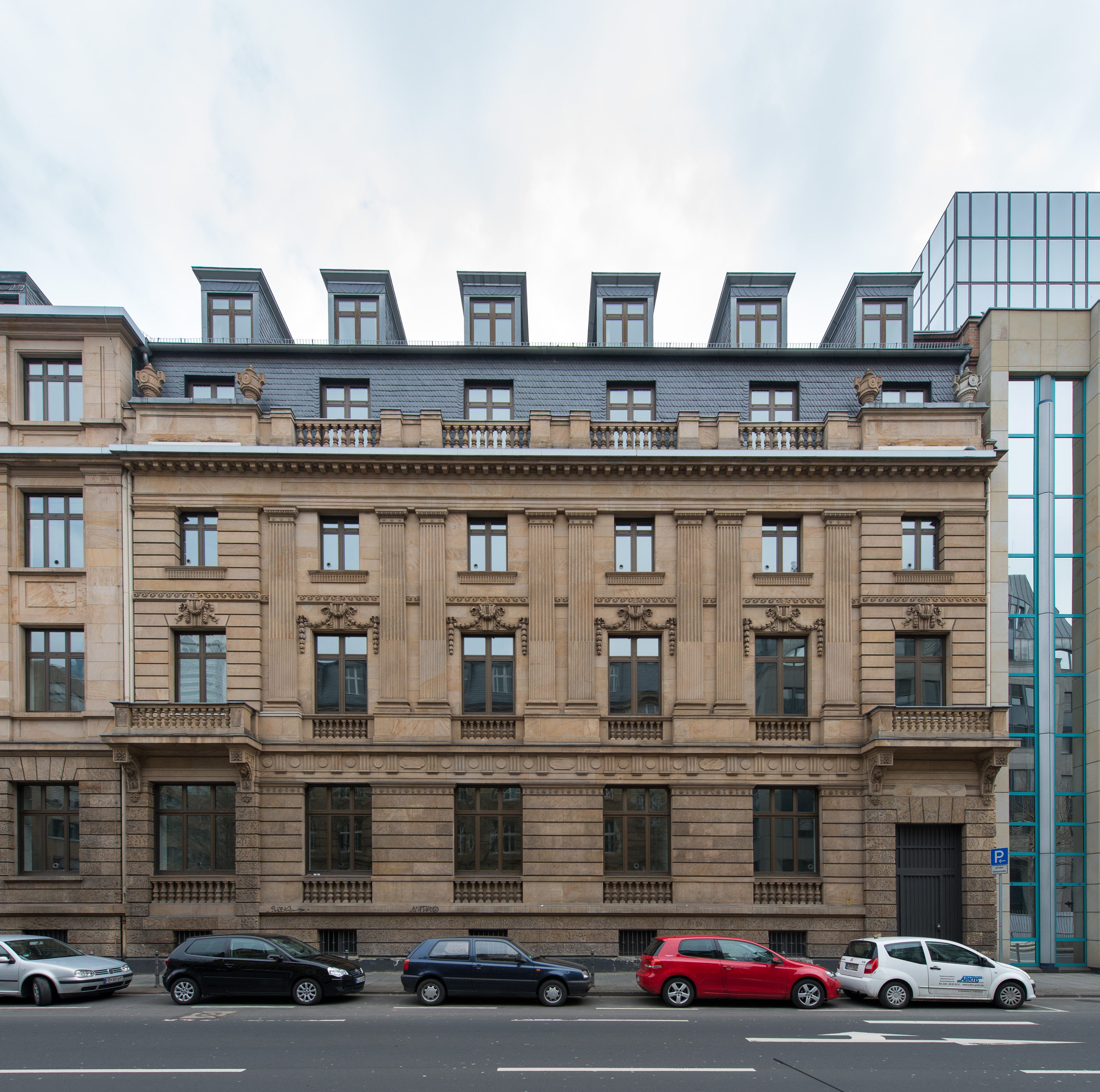
Historischer Verwaltungsbau in Frankfurt, Gutleutstraße 31

Das Unternehmen entstand 1898 aus der Fusion der Frankfurter Actiengesellschaft für landwirtschaftlich chemische Fabrikate und deren Tochtergesellschaft Chemische Fabrik Elektron. Es wurde vor allem mit neuen Herstellverfahren in der Elektrochemie und der Entwicklung von Werkstoffen und Polymeren bekannt.
Aus dem Unternehmen gingen verschiedene bis heute bestehende Chemiestandorte in Deutschland hervor, darunter der Industriepark Griesheim.

## Geschichte

### 1856 bis 1925
1856 gründete der Chemiker Ludwig Baist mit Hilfe von Frankfurter Geldgebern die Frankfurter Actiengesellschaft für landwirtschaftlich chemische Fabrikate. Da die Freie Stadt Frankfurt in ihren Grenzen keine Industrieproduktion duldete, erbaute er seine Fabrik im benachbarten Griesheim am Main. Das Unternehmen produzierte anfangs Kunstdünger, Schwefelsäure, Salpetersäure und Soda.
Im Jahr 1863 wurde das Unternehmen unter dem Namen Chemische Fabrik Griesheim am Main umfirmiert und die Produktion von Teerfarbstoffen aufgenommen.
1882 kamen Chlorierte Kohlenwasserstoffe und daraus abgeleitete Erzeugnisse hinzu, die man für die Herstellung von Indigo und Chloroform benötigte.
1892 nahm die Tochtergesellschaft Chemische Fabrik Elektron in Griesheim unter ihrem technischen Leiter Ignatz Stroof die erste Chloralkali-Elektrolyse in Betrieb. Bereits 1893 folgte der Bau einer zweiten Anlage in einem neu gegründeten Werk in Bitterfeld. Eine weitere 1894 erbaute Chlorelektrolyse in Greppin wurde 1898 von Griesheim-Elektron gepachtet und 1921 endgültig übernommen.
1894 begannen die Elektron-Werke mit der Produktion von Graphitelektroden, die vor allem in der Schweißtechnik, in Kohlebogenlampen, in der Stahlindustrie und zur Aluminiumherstellung durch Schmelzflusselektrolyse verwendet werden.
Bei der Suche nach neuen Anwendungsmöglichkeiten für komprimierten Wasserstoff kam der Oberingenieur Ernst Wiss von Griesheim-Elektron in Kontakt mit Bernhard Dräger vom Drägerwerk Lübeck, Heinr. & Bernh. Dräger. Dräger hatte 1900/01 aus seinem um 1896 erfundenen Leuchtgasbrenner den „Dräger Knallgas-Schweißbrenner“ entwickelt. Zwischen Drägerwerk und Griesheim-Elektron kam es zu einer Kooperation auf dem Gebiet der Schweißtechnik. Dräger produzierte die Schweißtechnik und Griesheim-Elektron vertrieb diese. Wiss und Dräger gründeten außerdem eine Arbeitsgemeinschaft für Versuche auf dem Gebiet der autogenen Metallbearbeitung.
1905 erwarb Griesheim-Elektron die Farbenfabrik Oehler in Offenbach am Main, da das Farbengeschäft zu jener Zeit die profitabelste Sparte der chemischen Industrie war. 1912 kam mit Naphthol AS das erste Zweikomponenten-Färbeverfahren auf den Markt.
1908 entwickelte Griesheim-Elektron den Werkstoff Elektron, eine Legierung von Magnesium und Aluminium, die vor allem in der Optik, Feinmechanik und im Flugzeugbau angewandt wird.
1912 gelang Fritz Klatte in Griesheim erstmals die Herstellung von Polyvinylchlorid (PVC) und Polyvinylacetat. Das Unternehmen fand jedoch keine technische Anwendung für PVC, das zunächst nur zur Lagerung der bei der Elektrolyse entstehenden großen Mengen von Chlor genutzt wurde, und gab die Patente später zurück. Erst Ende der 1920er Jahre kam es zur großtechnischen Anwendung des Kunststoffes PVC.
Im Ersten Weltkrieg war das Werk Griesheim einer der größten Sprengstoff-Lieferanten für die deutsche Armee. Bei der Herstellung von Pikrinsäure, die seit 1889 produziert wurde, hatte es bereits 1901 ein schweres Explosionsunglück gegeben, das 26 Tote und 94 Verletzte forderte. Das Eingangsportal zum Friedhof Griesheim des Architekten Carl Heinrich Gramm wurde von Griesheim-Elektron als Gedenkstätte für die Opfer gestiftet. Sogar das in Frankfurt stationierte Militär musste zur Hilfe eilen. An den Innenseiten nennen Bronzetafeln die Namen der Opfer. Im ersten Kriegsjahr 1916 forderte ein weiteres Explosionsunglück in einer Außenstelle bei Heusenstamm 10 Tote und viele Verletzte. Unter den Opfern befand sich der Werksleiter, aber auch Frauen und Kinder. Die Explosion ereignete sich beim Befüllen von Granaten. Zur Erinnerung an die Opfer errichtete man auf dem Alten Friedhof in Offenbach am Main ein Monument, welches vom Architekten Hugo Eberhardt gestaltet wurde.
Während des Krieges errichtete ein Konsortium, bestehend aus den Firmen Griesheim-Elektron und Metallbank & Metallurgische Gesellschaft AG (eine Tochter der Metallgesellschaft) Aluminiumhütten in Rummelsburg (siehe auch: Kraftwerk Klingenberg), Horrem und Bitterfeld. Um die Aluminiumerzeugung im Deutschen Reich weiter zu steigern, wurde schließlich die Gründung der Vereinigte Aluminium-Werke AG (VAW) sowie die Errichtung eines weiteren Aluminiumwerkes angestrebt. Die VAW wurde am 21. April 1917 gegründet. Das Konsortium von Griesheim-Elektron und Metallbank war zur Hälfte an der VAW beteiligt. Ende 1919 übernahm dann das Deutsche Reich die Anteile der beteiligten Firmen.

### 1925 bis 1952
1925 schloss sich die Chemische Fabrik Griesheim-Elektron unter Vorstand Theodor Plieninger der I.G. Farbenindustrie AG an. Das Werk Griesheim wurde der Betriebsgruppe Mittelrhein angegliedert. Da das Werk vergleichsweise klein und nicht erweiterungsfähig war, fiel es im internen Wettbewerb der verschiedenen I.G.-Farben-Standorte zurück. Die elektrochemischen Anlagen und der größte Teil der anorganischen Produktion wurden stillgelegt. Lediglich die Elektrodenproduktion und die organischen Betriebe wurden modernisiert.
Im Zweiten Weltkrieg beschäftigte das Werk, wie viele in der chemischen Industrie, ab 1941 in zunehmendem Umfang osteuropäische Zwangsarbeiter, um die zur Wehrmacht eingezogenen deutschen Arbeiter zu ersetzen. Die Zwangsarbeiter, von denen 987 namentlich bekannt sind, hatten die Produktion unter zum Teil unmenschlichen Bedingungen aufrechtzuerhalten.
Bei Kriegsende Ende März 1945 beschlagnahmten amerikanische Truppen das Werk Griesheim und planten die Demontage aller Anlagen. Das Werk wurde zunächst als Depot und Versorgungslager der Armee genutzt. Am 31. August 1946 gab die Militärregierung das Werk jedoch wieder frei. Unter dem Namen Chemische Fabrik Griesheim am Main (U.S. Administration) nahm das Unternehmen die Produktion organischer Zwischenprodukte wieder auf. Das Werk mit seinen 1400 Mitarbeitern und einer Fläche von 61 Hektar war jedoch zu klein, um auf Dauer selbständig zu bleiben.

### Ab 1952

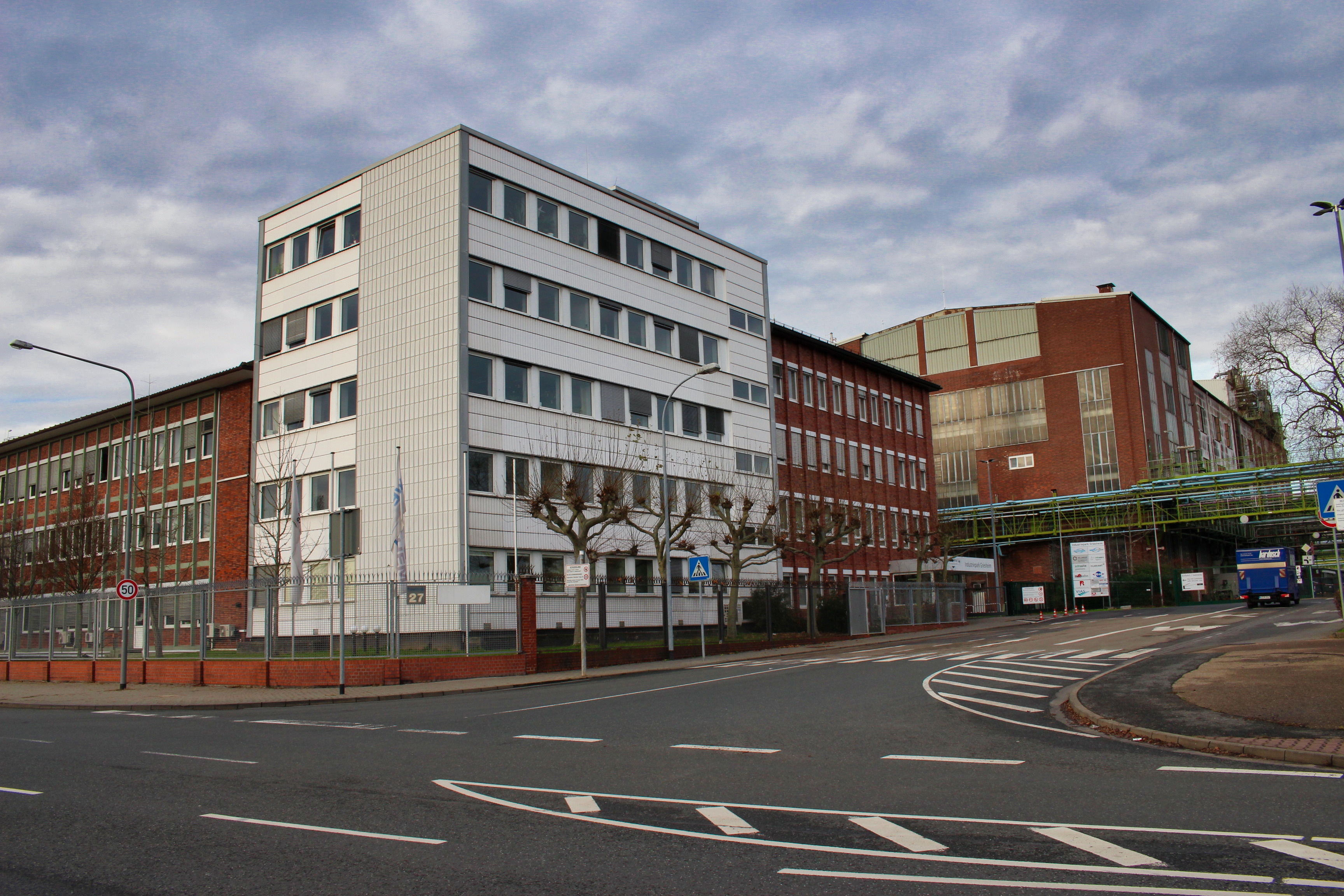
Einfahrt zum Werksgelände in Frankfurt-Griesheim

Bei der Entflechtung der I.G. Farben 1951 wurde die Autogen- und Schweißtechnik-Sparte in die Knapsack Griesheim AG ausgegliedert, an der die Farbwerke Hoechst eine Mehrheitsbeteiligung erhielten. Gleichzeitig wurde das Meitinger Werk der „Siemens Planiawerke AG für Kohlefabrikate“ als „Siemens Plania – Chemisches Werk Griesheim“ angegliedert. 1953 wurde diese neue Sparte mehrheitlich von der Hoechst AG übernommen. Ab 1965 firmierte die Sparte technische Gase als Messer Griesheim GmbH. Der Rest der Chemischen Fabrik Griesheim wurde als Werk Griesheim in die Farbwerke Hoechst eingegliedert. Der Betrieb in Offenbach sollte ursprünglich nach 1945 demontiert werden, wurde dann aber als Naphtol-Chemie Offenbach aufrechterhalten und später als Werk Offenbach bei Hoechst integriert. Die Betriebe des Werkes stellten überwiegend Vor- und Zwischenprodukte her, die in den anderen Werken des Konzerns weiterverarbeitet wurden. 1977 nahm Hoechst einen Betrieb zur Herstellung von Pflanzenschutzmitteln in Betrieb.
In den 1980er Jahren modernisierte Hoechst den Standort und baute eine leistungsfähige Abwasserreinigungsanlage. Die Dampfkesselwerkstatt des Standortes übernahm zeitweise Instandhaltungsarbeiten für Museumseisenbahnen, darunter die Historische Eisenbahn Frankfurt.
1985 wurde die Sigri GmbH als Beteiligungsgesellschaft von Siemens und Hoechst in Griesheim gegründet, bereits vier Jahre später übernahm die Hoechst AG alle Siemensanteile sowie den Elektrodenhersteller Ringsdorff in Bonn.
1992 fusionierte Hoechst seine in der Sigri GmbH gebündelte Produktion von Graphitelektroden mit der amerikanischen Great Lakes Carbon zur SIGRI Great Lakes Carbon GmbH zusammen. 1995 veräußerte Hoechst seine Beteiligungen bei der Börsennotierung des Unternehmens SGL Carbon AG, das noch bis 2016 einen wichtigen Produzenten am Standort darstellte.
Die Herstellung von Pflanzenschutzmitteln in Griesheim brachte Hoechst 1995 in ein Gemeinschaftsunternehmen mit der damaligen Schering AG ein, die Hoechst Schering Agrevo GmbH. Agrevo wurde später von Aventis übernommen und gehört seit 2003 als Bayer CropScience zum Bayer-Konzern.
Im Rahmen der Umstrukturierung des Hoechst-Konzerns kam das Werk mit dem ehemaligen Hoechster Geschäftsbereich Spezialchemikalien 1997 an die schweizerische Clariant AG. 2000 begann die Umgestaltung zum Industriepark. Clariant verkaufte drei Betriebe zur Herstellung von Vor- und Zwischenprodukten an die AllessaChemie und verkaufte in der Folge weitere Betriebe, darunter 2001 die Standortlogistik an Infraserv Höchst und 2005 die Werkstätten an Bilfinger Berger Industrial Services.
Mit der Ausgliederung der Standortservices der Clariant in die Industriepark Griesheim GmbH & Co. KG wurde das Werk am 1. Juli 2003 zum Industriepark Griesheim. 2008 legte Clariant ihre letzten am Standort verbliebenen Produktionsbetriebe still. Zeitweise plante der niederländische Energieversorger Nuon den Bau eines GuD-Kraftwerks mit einer Leistung von 400 Megawatt im Industriepark Griesheim. Er zog sich jedoch 2009 nach einer Strategieänderung aus dem Projekt zurück.
Zum September 2009 hat Clariant den Betrieb des Industrieparks an Infrasite Griesheim, eine Tochtergesellschaft von Infraserv Höchst, übertragen. An dem traditionsreichen Standort, der in den 1970er Jahren etwa 3500 und 1993 noch 2200 Mitarbeiter hatte, waren 2015 noch etwa 900 Personen in 32 Unternehmen beschäftigt. 2016 beendete SGL Carbon seine Fertigung von Elektrokathoden, 2019 wurden die letzten beiden Chemiebetriebe stillgelegt und die chemische Produktion im Industriepark Griesheim beendet. Ende 2019 verpachtete Clariant 54 Hektar für 99 Jahre an den Versicherungskonzern Swiss Life, der das Areal zu einem gemischt genutzten Gewerbegebiet weiterentwickeln will. Die Betriebsgenehmigung des von Infraserv Logistics betriebenen Gefahrstofflagers wurde zurückgegeben, so dass die stadtplanerischen Beschränkungen im Umfeld des Industrieparks nach der Seveso-Richtlinie entfallen. Ende 2019 arbeiteten zuletzt noch rund 450 Menschen im Industriepark.
Im Juli 2022 stellte Swiss Life bzw. dessen Tochterunternehmen Beos seine Pläne für das ehemalige Industriegelände vor, das inzwischen durch weitere Anpachtungen vollständig in dessen Besitz gekommen war. Auf einer 73 Hektar großen Fläche sollen produzierendes Gewerbe, Dienstleistungsunternehmen wie Rechenzentren und „technologielastige Start-Ups“ angesiedelt werden. Etwa zehn alte Werksgebäude sowie technische Einrichtungen wie Kräne und Rohrleitungen sollen als Industriedenkmäler erhalten bleiben. Im Laufe von zehn Jahren sollen „mindestens eine Milliarde Euro“ investiert werden. Das Projekt wird unter der Marke Westside Frankfurt beworben.

## Chemieunfälle im Werk Griesheim
Anfang des 20. Jahrhunderts ereigneten sich zwei schwere Unfälle in der Sprengstoffherstellung. Am 24. April 1901 kamen bei einer Explosion in der Pikrinsäureherstellung 26 Menschen ums Leben, 94 wurden verletzt. An dieses Unglück erinnert noch heute eine Gedenkstätte am Griesheimer Friedhof in der Waldschulstraße. Ein weiteres Explosionsunglück ereignete sich am 20. November 1917 in einer Anlage zur Herstellung von Trinitrotoluol. Dabei kamen vier Menschen ums Leben.
In jüngerer Zeit machte das Werk durch zwei Chemieunfälle Schlagzeilen, die zwar keine Todesopfer forderten, aber das Vertrauen der Öffentlichkeit in die Sicherheit und Umweltverträglichkeit der Produktion erschütterten.

### Der Rosenmontag-Störfall
Am 22. Februar 1993, einem Rosenmontag, um vier Uhr morgens kam es in einem Betrieb des Werkes Griesheim aufgrund eines Bedienungsfehlers zu einem plötzlichen Druckanstieg in einem Reaktor. Fast 10 Tonnen eines Chemikaliengemisches, darunter ortho-Nitroanisol, traten über ein Sicherheitsventil aus und schlugen sich in Form eines klebrigen gelben Niederschlags auf einem 1,2 Kilometer langen und 300 Meter breiten Streifen nieder. Betroffen waren Wohngebiete für rund 1000 Menschen und etwa 100 Kleingärten in den Ortsteilen Schwanheim und Goldstein. Etwa 40 Personen mussten wegen Atembeschwerden, Haut- und Augenreizungen oder Kopfschmerzen ärztlich behandelt werden. In einer wochenlangen Reinigungsaktion mussten 36 Hektar von dem Niederschlag gereinigt, etwa 5000 Kubikmeter Erde entsorgt werden. Die Hoechst AG gab später die direkten Kosten für die Beseitigung der Schäden mit 40 Millionen DM an; hinzu kamen die Kosten für die durch den Unfall ausgelöste Überprüfung der Anlagensicherheit in allen Betrieben.
Noch gravierender war der Imageschaden für die Hoechst AG. Das Krisenmanagement und besonders die Kommunikationspolitik des Unternehmens stießen in der Öffentlichkeit auf scharfe Kritik, da Hoechst in den ersten Informationen ein Sicherheitsdatenblatt verwendet hatte, in dem die Chemikalie o-Nitroanisol als mindergiftig eingestuft war. Eine neuere, dem Unternehmen bereits vorliegende Studie hatte dagegen zum Ergebnis gehabt, dass die Chemikalie in Tierversuchen bei hohen Konzentrationen möglicherweise krebserregend war. Das städtische Gesundheitsamt gab noch am Tag des Störfalls bekannt, dass aufgrund der geringen Konzentration des Stoffs keine unmittelbare Gesundheitsgefahr von der Chemikalienmischung ausgehe. Die Öffentlichkeit war dadurch jedoch nicht beruhigt, zumal die mit den Aufräumarbeiten beauftragten Arbeiter Schutzanzüge und Atemmasken trugen. Zwei Tage nach dem Unfall kritisierten der hessische Umweltminister Joschka Fischer und in der Folge auch Bundesumweltminister Klaus Töpfer und das Umweltbundesamt die Informationspolitik der Hoechst AG. Erst zehn Tage nach dem Unfall trat der Vorstandsvorsitzende Wolfgang Hilger vor die Öffentlichkeit, entschuldigte sich bei den Bürgern von Schwanheim und Goldstein, schloss aber zugleich personelle Konsequenzen aus.
Um die Langzeitfolgen des Griesheimer Unfalls zu erforschen, beauftragte das Stadtgesundheitsamt das Bremer Institut für Präventionsforschung und Sozialmedizin (BIPS), ein Expositionsregister für die 20.000 Bewohner der beiden betroffenen Stadtteile zu erstellen. Etwa 6.600 Bewohner beteiligten sich an der Befragung, deren Daten für 30 Jahre gespeichert bleiben sollten. Das Stadtgesundheitsamt kam zu dem Ergebnis, dass keine Hinweise auf chronische, asthmatische oder neurodermitische Erkrankungen als Folge des Unfalls vorliegen. Gleichwohl beschäftigte die Frage nach weiteren Forschungen und dem Umgang mit den erhobenen Daten noch im März 2007 die Frankfurter Stadtverordnetenversammlung.

### Der Störfall von 1996
Am Samstag, dem 27. Januar 1996 um 6:47 Uhr kam es im Werk Griesheim zu einer Verpuffung in einem Betrieb der damaligen Hoechst-Tochter Hoechst Schering AgrEvo, als ein noch unter Druck stehender Trockner zu Reinigungszwecken geöffnet wurde. Dabei traten rund eintausend Kilogramm des Pflanzenschutzmittels Isoproturon (N-(4-Isopropylphenyl)-N’,N’-dimethylharnstoff) aus. Das geruchlose weiße Pulver schlug sich im Werksgelände sowie in den angrenzenden Stadtteilen Griesheim und Schwanheim nieder. Betroffen war eine Fläche von etwa 30 Hektar. Drei Beschäftigte des Betriebes wurden ambulant behandelt. Vorsorglich wurden auch drei Kinder zur Untersuchung ins Krankenhaus
gebracht.
Da zu diesem Zeitpunkt Schnee lag, war der Niederschlag kaum zu erkennen. Die betroffenen Flächen wurden gereinigt, die verunreinigte Schneeschicht in der Abwasserreinigungsanlage des Werkes Griesheim entsorgt. Für Kritik sorgte erneut das Informationsverhalten der Verantwortlichen. Agrevo gab an, dass der Unfall einschließlich seiner Folgekosten einen Schaden von etwa 10 Millionen DM verursacht habe. Der Vorstandsvorsitzende von Hoechst, Jürgen Dormann, kündigte an, dass das Unternehmen innerhalb von 18 Monaten 150 Millionen DM in die Modernisierung von Betrieben investieren wolle. Wo die Modernisierung scheitere, müsse über eine Schließung nachgedacht werden. Dormann fragte in einem Interview, „inwieweit wir chemische Produktion, die mit umwelt- und gesundheitsrelevanten Stoffen in größerer Menge umgehen, in einem Ballungszentrum wie dem Rhein-Main-Gebiet aufrechterhalten können“ und prägte den Begriff stadtgängig für eine chemische Produktion, die auch von einer kritischen Öffentlichkeit akzeptiert werden könne.
Der Störfall führte schließlich zu Verbesserungen in der Gefahrenabwehrorganisation aller Hoechst-Werke, insbesondere durch die Einrichtung von rund um die Uhr anwesenden Notfallmanagern, die jedes Ereignis sofort auf seine Gefährlichkeit beurteilen und die erforderlichen Maßnahmen, zum Beispiel die Bildung eines Einsatzstabes des betroffenen Unternehmens und der Behörden, koordinieren. Zwar baute Hoechst nach den Ankündigungen Dormanns innerhalb von zwei Jahren etwa 160 Arbeitsplätze im Werk Griesheim ab, das Werk blieb jedoch erhalten. Im Rahmen der Umgestaltung der Hoechst AG zur Strategischen Management-Holding 1997 übernahm die Clariant das Werk.

## Griesheimer Alpen

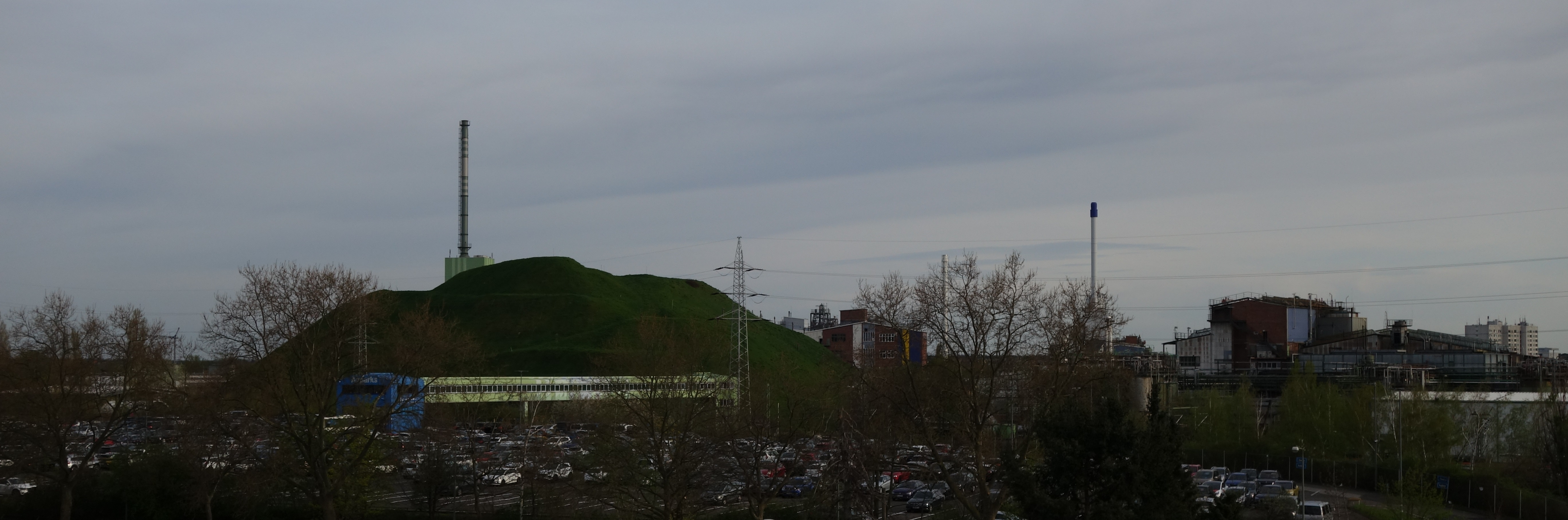
Begrünte Chemiemülldeponie Griesheimer Alpen

Jahrzehntelang wurde der Abfall der chemischen Fabrik auf einer offenen Deponie gelagert, die im Volksmund Griesheimer Alpen genannt wurde. Der Standort ist westlich der Autogenstraße und südlich der Gleise der Main-Lahn-Bahn. (50° 5′ 38″ N, 8° 35′ 32″ O) Nachdem Messungen eine hohe Belastung mit Dioxinen und Furanen ergeben hatte, wurde die Abfallhalde von der Hoechst AG auf Weisung des Hessischen Umweltministeriums im Jahr 1992 mit Eisenoxid abgedeckt. Inzwischen ist das Gelände begrünt.

## Alte Schwanheimer Brücke
1905 bis 1907 entstand in Höhe der Chemischen Fabrik eine schmale Fachwerkträgerbrücke über den Main, die Alte Schwanheimer Brücke. Die nur zweispurige Brücke verband die Stroofstraße in Griesheim mit der Eifelstraße im gegenüberliegenden Schwanheim. Sie wurde am 26. März 1945 von Pionieren der Wehrmacht gesprengt, um den Vormarsch der amerikanischen Truppen aufzuhalten. 1947 verband eine Behelfsbrücke aus amerikanischen Militärbeständen das Griesheimer und das Schwanheimer Ufer. Sie wurde abgerissen, nachdem die 600 Meter flussabwärts errichtete neue Schwanheimer Brücke im September 1963 für den Verkehr freigegeben worden war.

## Arbeiterwohnungen
An der nach dem Unternehmen benannten Elektronstraße wurde eine Wohnsiedlung für Arbeiter des Unternehmens gebaut, die heute auf der Denkmalliste für Frankfurt-Griesheim steht.